# 段默
段默（?—?），京兆郡（治今陕西省西安市）人，三国时曹魏官员。
段默官至長水校尉。清河長公主上奏魏明帝曹叡，告发丈夫夏侯楙（夏侯惇之子）。魏明帝想要杀死夏侯楙，向段默征求意見。段默说夏侯楙与清河長公主夫妻不和，可能是誣告。夏侯楙是夏侯惇的儿子，夏侯惇与魏武帝有定天下之功，应当慎重調査。魏明帝听从，没有处置夏侯楙，命令详细調査实情。发现是夏侯楙的两个弟弟夏侯子臧、夏侯子江偽造罪状上表。